# De Telegraaf
De Telegraaf är en nederländsk dagstidning, grundad 1893. Den är landets största dagstidning, tidigare med en upplaga på cirka 800 000 exemplar. Den försålda upplagan har dock går ner på senare år och var 2014 minst 450 000 exemplar per utgivningsdag. Av totalupplagan är 100 000 gratisexemplar. Tidningen utges i Amsterdam.
De Telegraaf har utkommit sedan år 1893. Tidningen var dock förbjuden 1945–1949, därför att den ansågs ha varit alltför protysk under Tysklands ockupation av Nederländerna under andra världskriget.

## Upplageutveckling
Nedanstående upplageutveckling är enligt HOI, Institut voor Media Auditing. Inom parentes noteras en alternativ notering, enligt statista.com.
- 1998: 802 500
- 1999: 808 300
- 2001: 808 446 (779 000)
- 2002: 795 364 (767 000)
- 2003: 776 004 (747 000)
- 2004: (727 000)
- 2005: (705 000)
- 2006: (696 000)
- 2007: (675 000)
- 2008: 617 704 (667 000)
- 2009: 579 932 (644 000)
- 2010: 586 806 (626 000)
- 2011: 542 822 (598 000)
- 2012: 521 778 (565 000)
- 2013: 476 101 (518 000)
- 2014: 455 927 (500 000)